# Saison 7 de Legends of Tomorrow
Chronologie
Saison 6
La septième saison de Legends of Tomorrow, série télévisée américaine dérivée d’Arrow et Flash, diffusée à partir du 13 octobre 2021 sur The CW aux États-Unis.

## Synopsis
À la suite de l'explosion du Waverider, les Légendes restent bloquées au Texas en 1925. Pour récupérer leur vaisseau, ils vont devoir retrouver la trace du créateur du voyage dans le temps.

## Distribution

### Acteurs principaux
- Caity Lotz (VF : Anne-Charlotte Piau) : Sara Lance / White Canary
- Amy Pemberton (VF : Elsa Davoine) : Gideon
- Nick Zano (VF : Jean-François Cros) : Nathaniel Heywood / Steel
- Tala Ashe (VF : Ariane Aggiage) : Zari Tomaz/Tarazi
- Jes Macallan (VF : Gaëlle Savary) : Ava Sharpe
- Olivia Swann (VF : Géraldine Asselin) : Astra Logue
- Shayan Sobhian (VF : Jean-Rémi Tichit) : Behrad Tarazi
- Adam Tsekhman (VF : Alexis Victor) : Gary Green
- Lisseth Chavez (VF : Diane Kristanek) : Esperanza « Spooner » Cruz
- Matt Ryan (VF : Axel Kiener) : Dr. Gwyn Davis

### Acteurs récurrents
- Raffi Barsoumian (VF : Maxime Hoareau) : Bishop (3 épisodes)
- Alexandra Castillo (en) (VF : Armelle Gallaud) : Gloria Cruz (2 épisodes)

### Invités
- Victor Garber : Pr Martin Stein / Firestorm
- Brandon Routh : Raymond « Ray » Palmer / The Atom
- Arthur Darvill : Rip Hunter
- Franz Drameh : Jefferson « Jax » Jackson / Firestorm
- Courtney Ford : Nora Darhk
- Wentworth Miller : Leonard Snart / Captain Cold
- Matt Letscher : Eobard Thawne
- Donald Faison (VF : Diouc Koma) : "Mike" / Booster Gold (épisode 13)
- Falk Hentschel : Carter Hall / Hawkman
- Giacomo Baessato (VF : Stéphane Pouplard) : J. Edgar Hoover (épisodes 1 et 2)
- Chris Britton : Thomas Edison

## Liste des épisodes
1. The Bullet Blondes
2. The Need For Speed
3. WVRDR_ERROR_100 Oest-of-th3-Gs.gid30n notFound
4. Speakeasy Does It

### Épisode 1:Les BB flingueuses
- États-Unis : 13 octobre 2021 sur The CW

- États-Unis : 0.59 millions de téléspectateurs[1]

- Anderw Wheeler : Shérif Thomas Wood
- Anthoy F. Ingram : Pasteur Hanson
- Toby Marks : Femme
- Vera Frederickson : Fillette
- Mark Leblanc : G-Man
- Jocelyne Loewen : Passante
- Ryan Irving : Caissier
- Adam Zulkifli : Client #1
- Gavin Turnbull : Client #2

### Épisode 2:Hoover et contre tous
- États-Unis : 20 octobre 2021 sur The CW

- États-Unis : 0.52 millions de téléspectateurs[2]

- Sean Kuling : Agent Rodgers
- Arpad Balog : Agent Donovan
- Rick Dobran : Tony
- Scott Button : Francis Baker Jr.
- Vladimir Raiman : Igor Lewandoski
- Amber Lewis : Femme en fourrure
- Ken Godmere :  Vendeur de billet #1
- Michael Charrois : Aristocrate
- Carey Feehan : Banquier
- Warren Chow : Académique
- Nevin Burkholder : Passager en colère
- Mary-Lou Drachenberg : Femme juive
- Tina-Marie Springham : Femme riche
- David Beairsto : Homme riche
- Jesse Peachment : The Mr.
- Tavia Cervi : The Mrs.
- Mike McLeod : Vendeur de billet #2
- Donovan Wolf : Passager de la classe ouvrière
- Amanda Gray : Dame avec pistolet (non crédité)

### Épisode 3:Dans la tête de Gideon
- États-Unis : 27 octobre 2021 sur The CW

- États-Unis : 0.51 millions de téléspectateurs[3]

### Épisode 4:Les demoiselles masquées
- États-Unis : 3 novembre 2021 sur The CW

- États-Unis : 0.56 millions de téléspectateurs[4]

- Aubrey Reynolds : Maud
- Hamza Fouad : Eddie
- Sage Brokelebank : Ross Bottoni
- Eva Tavares : Susan "Suzie" Peters
- Micheal Connor : Pianiste
- Malcom Aiken : Trompettiste
- Morgan Derera : Contrôleur
- Kevin Mundy : Donny
- Mateo Friend : Ricky
- Neil Charlesworth : Producteur musical
- TJ HOlberholzer : Commerçant
- Dustin Wyatt : Boucher
- Stephanie Chow : Couturière
- Amira Anderson : Serveuse
- Nicholas Preston : Cireur de chaussures
- Jeremy Fleurissaint : Conducteur

### Épisode 5:Un professeur fou, fou, fou
- États-Unis : 10 novembre 2021 sur The CW

- États-Unis : 0.48 millions de téléspectateurs[5]

- Matthew Clarke : Erwin Baker
- Charles Siegel : Vieil homme gentil
- Eric Regimbald : Officier de Police
- Eric Gustaffson : Jeune homme ténébreux
- Bran McCraig : Médecin
- Peter McCowatt : Piéton new-yorkais (non crédité)

### Épisode 6:Les maîtres du temps
- États-Unis : 17 novembre 2021 sur The CW

- États-Unis : 0.50 millions de téléspectateurs[6]

- Andre Roshkov : Ancien officier soviétique
- Isaac Andrew : Soldat

### Épisode 7:Les femmes à l'action
- États-Unis : 24 novembre 2021 sur The CW

- États-Unis : 0.50 millions de téléspectateurs[7]

- Kimleigh Smith : "Rosie" travailleuse
- Jason Gray-Stanford : Staples
- Michele Goyns : Abby
- Michael P. Northey : George
- Clay St. Thomas : Colonel Dawson
- Christine Willes : Eleanore Roosvelt
- Heidi Bauman : Rosie amicale
- Dario Giordani : Police militaire
- Ashleica Edmond : Rosie #1
- Claire Traille : Rosie #2
- Dan Swain : Reporteur du Time

### Épisode 8:Chasse aux doubles
- États-Unis : 12 janvier 2022 sur The CW

- États-Unis : 0.56 millions de téléspectateurs[8]

- Ego Mikitas : Général Kalashnik
- Stefanie von Pfetten : Irina Patrova
- Robert Hayley : Soldat apeuré
- Andrei Kovski : Contact d'Irina
- Atlee Smallman : Petit enfant
- Adam Gouti : Grand enfant

### Épisode 9:Le manoir de la tentation
- États-Unis : 19 janvier 2022 sur The CW

- États-Unis : 0.55 millions de téléspectateurs[9]

- Giles Panton : Harris Lede
- Dylan Archambault : Démon réceptionniste
- Anna Barker : Caméraman #1

### Épisode 10:Le point fixe
- États-Unis : 26 janvier 2022 sur The CW

- États-Unis : 0.57 millions de téléspectateurs[10]

- Thimothy Webber : Propriétaire du Point Fixe
- Rady Panov : Gavrilo Princip
- Trezzo Mahoro : Crâneur #1
- Anthony Timpano : Crâneur #2
- Chris Olson : Crâneur #3
- Marc Gaudet : Archiduc François-Ferdinand de Habsbourg
- Keara Barnes : Sophie, Duchesse de Hohenberg
- Dan Ginane : Voyageur temporel
- Seth Marks : Patron #1
- Gurb Johal : Patron #2
- Tyson Arner : First Finger
- Mark Krysko : Second Finger

### Épisode 11:Aïe, robots
- États-Unis : 2 février 2022 sur The CW

- États-Unis : 0.64 millions de téléspectateurs[11]

- Thimothy Webber : Propriétaire du The Fix Point
- Rady Panov : Gavrilo Princip
- Trezzo Mahoro : Crâneur #1
- Anthony Timpano : Crâneur #2
- Chris Olson : Crâneur #3
- Timothy Shelby : Jeune de Sarajevo
- Erin Murdy : Sarajevo avec tablette

### Épisode 12:La retraite, c'est du gâteau
- États-Unis : 23 février 2022 sur The CW

- États-Unis : 0.43 millions de téléspectateurs[12]

- Tom Forbes : Alun Thomas
- Jessica Halliburton : Fille blonde
- Lily Yawson : Intervieweuse

### Épisode 13:La fin du voyage
- États-Unis : 2 mars 2022 sur The CW

- États-Unis : 0.46 millions de téléspectateurs[13]

- Tom Forbes : Alun Thomas
- Donald Faison : Mike / Booster Gold
- Dwayne Rhodes : Soldat grisonnant
- Arvind Johal : Police temporelle
- Peter Grant : Homme des cavernes #1
- James R. Cowley : Homme des cavernes #2
- Conor Stinson O'Gorman : Reece
- Joel Eskildsen : Soldat #1
- Luke Kuzyk : Soldat #2
- Michael Charrois : Général prusien